# Lucy Maud Montgomery
Lucy Maud Montgomery OBE (30. listopadu 1874 Clifton – 24. dubna 1942 Toronto) byla kanadská spisovatelka.

## Život
Narodila se 30. listopadu 1874 v Cliftonu (dnešní New London) na Ostrově prince Edwarda v Kanadě. Její rodiče byli Hugh John Montgomery a Clara Woolner Macneill. Když byly Lucy Maud necelé dva roky, zemřela její matka na tuberkulózu a její otec se rozhodl, že se přestěhuje do západní Kanady, kde se později znovu oženil. Maud (jak jí říkali její přátelé a rodina) zůstala na farmě u svých prarodičů na ostrově prince Edvarda v Cavendishi. Coby jediné dítě v domě starých prarodičů hledala zábavu jak ve své fantazii a představivosti, tak i v knížkách a přírodě, ale především v psaní. V devíti letech začala psát poezii a vedla si deník.
Ve školním roce 1893–1894 studovala na Prince of Wales College a získala učitelskou licenci. Když potom v roce 1898 učila na škole v Lower Bedeque, zemřel náhle její dědeček. Maud se hned vrátila do Cavendishe, aby se starala o svoji babičku, která by jinak jejich dům opustila. Nechtěla tam být sama. Zůstala v domě s babičkou celých 13 let, kromě několika měsíců v letech 1901–1902, kdy pracovala jako korektorka pro The Daily Echo v Halifaxu. Během pobytu v Cavendishi spisovatelka psala a tvořila.
V roce 1905 napsala Maud svoji první knihu Anna ze Zeleného domu a poslala ji do mnoha vydavatelství. Když ji ale všude odmítli, uložila svůj rukopis do krabice a zapomněla na něj. Pak ho znovu našla v roce 1907 a to už měla větší štěstí. Našel se vydavatel, který se rozhodnul pro to, aby Anna Shirleyová spatřila světlo světa v knižní podobě. Tak se o rok později, 1908, i stalo.
Když v roce 1911 zemřela Maud její babička, ona se vdala za reverenda Ewena Macdonalda, se kterým byla tajně zasnoubená od roku 1906. Přestěhovali se do Leaskdale (v Ontariu), kde se později narodily jejich tři děti – Chester (1912), Hugh (narodil se mrtvý v roce 1914) a Stuart (1915) – a Maud tu napsala většinu svých knih. Po svatbě už nikdy na Ostrově prince Edwarda nežila. Vracela se tam už jen na návštěvu. Proslavila tento kousek země svými krásnými příběhy, které se tam všechny – kromě jednoho – odehrávaly.
Spisovatelka zemřela v Torontu a její tělo bylo uloženo na hřbitově v Cavendish.

## Co řekla autorka o Anně ze Zeleného domu
„Dnešek byl pro mě – jak by řekla Anna – významnou epochou v mém životě. Dnes mi přišla moje kniha, úplně nová přímo z vydavatelství. Upřímně se musím přiznat, že to pro mě byl nádherný okamžik, byla jsem na sebe hrdá! V mých rukách ležela skutečná hmatatelná realizace mých snů, přání a ambicí."
„Myslela jsem si, že by se knížky o Anně Shirleyové mohly líbit -náctiletým dívkám, ale přišly mi dopisy ze škol, od prarodičů, vysloužilých vojáků z Austrálie, mladých kluků, dívek z Indie, misionářů z Číny, premiéra Velké Británie – ti všichni mi psali, že milují Annu a její příhody.“ (LMM’s Journal)
„Nemohu tomu uvěřit, že takové jednoduché a krátké povídání, napsané kdesi na Ostrově Prince Edwarda, mohlo zabodovat v dnešním uspěchaném světě.“ (LMM’s Journals, 15. 10. 1908)

### Vydáno posmrtně
- 1974 – The Road to Yesterday
- 1979 – The Doctor's Sweetheart and Other Stories
- 1987 – The Poetry of Lucy Maud Montgomery
- 1988 – Akin to Anne: Tales of Other Orphans – Siroty ako Anna (s)
- 1989 – Along the Shore: Tales by the Sea
- 1990 – Among the Shadows: Tales from the Darker Side – Anjel medzi tieňmi (s)
- 1991 – After Many Days: Tales of Time Passed – Oprášené lásky (s)
- 1993 – Against the Odds: Tales of Achievement – Cesta za šťastím (s)
- 1994 – At the Altar: Matrimonial Tales – Pred oltárom (s)
- 1995 – Across the Miles: Tales of Correspondence – Listy láskam (s)
- 1995 – Christmas with Anne and Other Holiday Stories – Vianoce s Annou (s)
- 2009 – The Blythes Are Quoted